# Cidariplura gladiaria
Cidariplura gladiaria är en fjärilsart som beskrevs av Butler 1879. Cidariplura gladiaria ingår i släktet Cidariplura och familjen nattflyn. Inga underarter finns listade i Catalogue of Life.